# Koperszadzka Czuba

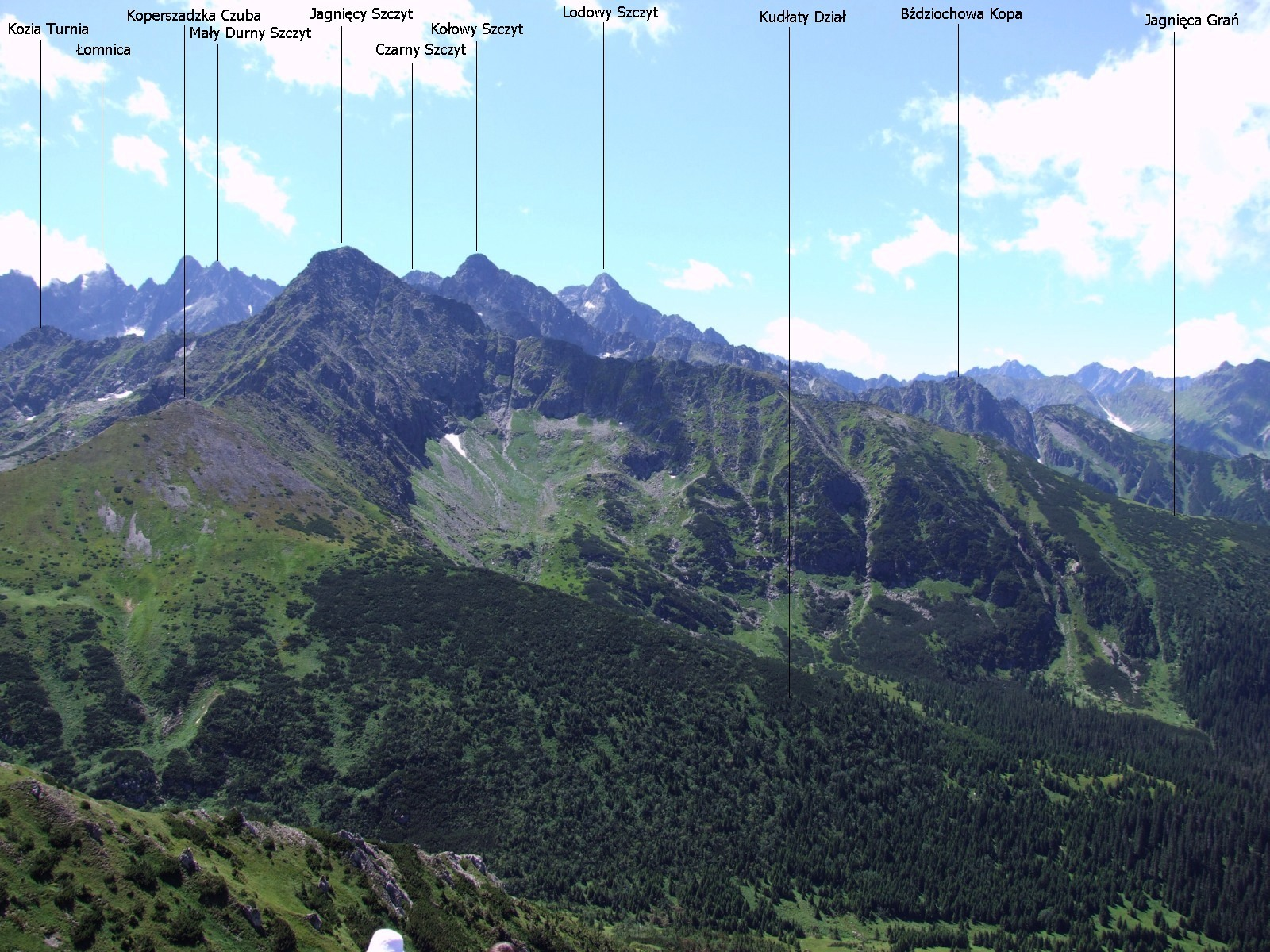
Widok z okolic Szerokiej Przełęczy

Koperszadzka Czuba (słow. Jahňací hrb, niem. Weißseekoppe, Lämmerkoppe, węg. Fehér-tavi-púp, Bárány-púp, Bárány-tető) – pierwsze od dołu wybitniejsze wzniesienie w Koperszadzkiej Grani, północno-wschodniej grani Jagnięcego Szczytu w słowackiej części Tatrach Wysokich. Jest położona w grani głównej Tatr i ma wysokość 1925, 1930 lub 1924 m. Od Białej Kopy na południowym zachodzie oddziela ją Koperszadzki Przechód, natomiast w stronę północno-wschodnią dalsza część Koperszadzkiej Grani opada na szeroką Przełęcz pod Kopą, będącą granicą między Tatrami Wysokimi a Bielskimi.
W północno-wschodniej grani Koperszadzkiej Czuby, tuż obok głównego wierzchołka, tkwi w grani Koperszadzki Zwornik (Jahňací uzol), od którego odchodzi w kierunku północno-zachodnim kierunku boczny grzbiet – Kudłaty Dział. Główna grań Tatr biegnie dalej na północny wschód, a wkrótce odgałęzia się od niej krótka grań z Bielską Kopą, oddzieloną Wyżnią Przełęczą pod Kopą. W grani głównej przed właściwym siodłem Przełęczy pod Kopą położona jest jeszcze Pośrednia Przełęcz pod Kopą i Mała Bielska Kopa.
Koperszadzka Czuba wznosi się nad trzema dolinami: Doliną Skoruszową (a właściwie jej najwyższym piętrem – Jagnięcym Kotłem) na zachodzie, Doliną Zadnich Koperszadów na północy i Doliną Białych Stawów na południowym wschodzie. Stoki północne podchodzą nie pod główny wierzchołek, a pod Koperszadzki Zwornik. W trawiasto-skalistych stokach opadających do Doliny Białych Stawów znajdują się niewysokie urwiska.
Na Koperszadzką Czubę, podobnie jak na inne obiekty w Koperszadzkiej Grani, nie prowadzą żadne znakowane szlaki turystyczne. Najdogodniejsza droga dla taterników wiedzie na szczyt granią z Przełęczy pod Kopą.
Pierwsze pewne wejścia:
- letnie – Kazimierz Bizański, Janusz Chmielowski, Witold Chmielowski, Adam Lewicki, przewodnicy Klemens Bachleda, Jakub Bachleda Jarząbek, Jan Bachleda Tajber i Wojciech Brzega, 23 września 1901 r.,
- zimowe – Klara Hensch, Valentin Hajts i Gábor Seide, 15 lutego 1926 r.

Być może już wiele wcześniej granią przez Koperszadzką Czubę schodzili 9 sierpnia 1793 r. z Jagnięcego Szczytu Robert Townson i przewodnik Hans Gross.